# 다마구스쿠촌
다마구스쿠촌(玉城村)은 오키나와현 남부 시마지리군에 있던 촌이다. 
2006년 1월 1일에 사시키정·지넨촌·오자토촌과 합병해 난조시가 되었다.

## 역사
- 1908년 4월 1일 - 도서정촌제 시행에 의해 다마구스쿠촌이 성립하였다.
- 2006년 1월 1일 - 사시키정·지넨촌·오자토촌과 합병해 난조시가 되었다.

## 교통

### 도로
- 국도 331호선